# Strompreisbremse
Als Strompreisbremse bezeichnet man eine Subvention zur Abfederung von Preissteigerungen beim Strom. Analog wurde unter anderem in Deutschland die Gaspreisbremse geschaffen. Beide sollen wirtschaftliche und soziale „Auswirkungen des russischen Angriffskrieges gegen die Ukraine“ abmildern.
Die Strompreisbremse mit ihren jeweiligen Maßnahmen kann als Teil einer Marktregulierung verstanden werden.

## Maßnahmen ausgewählter Staaten

### Deutschland
Ab dem 1. März 2023 (rückwirkend zum 1. Januar 2023) gelten folgende Entlastungen:
- Für private Verbraucher und kleine Unternehmen mit einem jährlichen Verbrauch von bis zu 30.000 Kilowattstunden wird der Strompreis bei 40 Cent pro Kilowattstunde gedeckelt, einschließlich Netzentgelten, Messstellenentgelten und staatlich veranlassten Preisbestandteilen einschließlich der Umsatzsteuer. Dies gilt für ein Kontingent von 80 Prozent des „historischen Verbrauchs“ – damit ist in der Regel der Verbrauch des Vorjahrs gemeint. Stromverbrauch, der über dieses Kontingent hinausgeht, muss zum festgelegten Marktpreis des jeweiligen Energieversorgers gezahlt werden.
- Ab dem 1. August 2023 gilt für Netzentnahmestellen mit jährlichem Verbrauch bis 30.000 kWh bei einer Entnahme über Mehrtarifzähler mit Unterteilung in einen Schwachlast- oder Niedertarif und einen Hochtarif folgende Regelung: Der für diese Netzentnahmestelle maßgebliche Referenzpreis für Netzentnahmen ergibt sich einschließlich Netzentgelten, Messstellenentgelten und staatlich veranlassten Preisbestandteilen einschließlich der Umsatzsteuer aus dem gewichteten Durchschnitt von 28 Cent je Kilowattstunde, gewichtet mit der zeitlichen Gültigkeit des Schwachlast- oder Niedertarifs innerhalb einer Woche, und 40 Cent je Kilowattstunde, gewichtet mit der zeitlichen Gültigkeit des Hochtarifs innerhalb einer Woche. Der ursprüngliche Gesetzentwurf der Bundesregierung sah ab dem 1. August 2023 auch für Heizstromkunden, die über einen separaten Eintarifzähler mit  Heizstrom z. B. für Nachtspeicherheizungen versorgt werden, eine Preisbremse auf 28 Cent je Kilowattstunde vor. Diese Regelung wurde im Bundestagsverfahren gestrichen,[5] so dass für diese Heizstromkunden weiter eine Strompreisbremse von 40 Cent je Kilowattstunde gilt.[6]
- Für mittlere und größere Unternehmen mit mehr als 30.000 Kilowattstunden Jahresverbrauch gilt ein Preisdeckel von 13 Cent pro Kilowattstunde zuzüglich Netzentgelte, Steuern, Abgaben, Umlagen und Leistungspreis (Netto-Arbeitspreis) für ein Kontingent von 70 Prozent des „historischen Verbrauchs“. Auch sie zahlen für den darüber liegenden Verbrauch den regulären Marktpreis.
  - Durch Einführung der Differenzbetragsanpassungsverordnung (DBAV) wurde die sich zur Basis des Preisdeckels von 13 Cent pro Kilowattstunde ergebene Entlastung für Unternehmen mit mehr als 2 Millionen Euro Entlastungssumme beschränkt. Im Zeitraum bis 30. April 2023 war die Entlastung unbeschränkt (Beispiel: Arbeitspreis von 76 Cent pro Kilowattstunde; 76 Cent - 13 Cent = 63 Cent Entlastung pro Kilowattstunde). Von Mai bis Ende August ist die Entlastung auf maximal 24 Cent gedeckelt[7]; von September bis Dezember sodann auf höchstens 18 Cent.[8] Eine aus den Entlastungsdeckeln resultierende Differenz ist vom Kunden alleinig zu tragen. Das Ziel hieraus war, solche Kunden zu Neuverhandlungen bzw. zu Neuabschlüssen marktüblicherer Konditionen zu bewegen, da der Energiemarkt zwischenzeitlich einiger Kursänderungen/-normalisierungen unterlag.[9]

- Die Übertragungsnetzentgelte werden durch einen Zuschuss in Höhe von 12,84 Milliarden Euro auf dem Niveau des Jahres 2022 (3,12 Cent pro Kilowattstunde) stabilisiert.
- Darüber hinaus erhalten die Deutsche Bahn und die nichtbundeseigenen Eisenbahnen noch zusätzliche Hilfen.[10]

#### Finanzierung und gesetzliche Grundlage
Die Strom- und Gaspreisbremse wollte der Bund im Rahmen des 200-Milliarden-Euro-Abwehrschirms aus Mitteln des Wirtschaftsstabilisierungsfonds (WSF) finanzieren. Nachdem jedoch das Bundesverfassungsgericht im November 2023 das Vorgehen bei der Umschichtung von zur Bekämpfung der Coronapandemie-Notlage vorgesehener aber nicht verbrauchter Gelder in den WSF für verfassungswidrig erklärt hatte, entschied Finanzminister Lindner, eine Haushaltssperre für Auszahlungen aus dem WSF zu verhängen und den Fonds zum Jahresende 2023 zu schließen. Er erklärte, die Strompreis- und Gaspreisbremse ebenfalls bereits zu diesem Zeitpunkt auslaufen zu lassen.

### Österreich
Umgangssprachlich bezeichnet der Begriff Strompreisbremse in Österreich den Energiekostenausgleich: eine finanzielle Entlastung von Haushalten durch einen Gutschein in Höhe von 150 Euro zur Verminderung der Kostenbelastung aus einer Stromrechnung (§ 1 Abs. 1 des Energiekostenausgleichsgesetzes 2022). Während sich die deutsche Strompreisbremse auch an Unternehmen richtet, begünstigt der Energiekostenausgleich nur natürliche Personen (§ 2 Abs. 1 des Energiekostenausgleichsgesetzes 2022). Sie ist daher eher mit der Energiepreispauschale vergleichbar.
Als weitere Maßnahme erhält gemäß Stromkostenzuschussgesetz jeder Haushalt jährlich bis zu 2.900 Kilowattstunden subventionierten Strom für 10 Cent netto je Kilowattstunde. Übersteigt der Nettopreis pro Kilowattstunde jedoch 40 Cent, so beträgt die Subvention maximal 30 Cent. Die zu bezahlende Umsatzsteuer bezieht sich außerdem auf den vollen Preis. Der durchschnittliche Stromverbrauch für einen Haushalt lag 2014 bei rund 4.440 Kilowattstunden. Zum 1. Juli 2024 wurde der Zuschuss halbiert, so dass nur noch max. 15 Cent je Kilowattstunde gezahlt werden.

### Frankreich
Frankreich hat für Haushalte und Kleinunternehmen die Strompreise bis Ende 2022 auf dem vorherigen Stand zuzüglich vier Prozent eingefroren. 2023 werden sie um weitere 15 Prozent steigen und bei diesem Stand gedeckelt bleiben. Haushalte mit weniger als 10.800 Euro Jahreseinkommen erhalten einen Gutschein über 200 Euro zur Energieversorgung, solche mit weniger als 17.400 Euro Jahreseinkommen erhalten einen 100-Euro-Gutschein. Verglichen mit Deutschland führen die Maßnahmen zu höheren Großhandelspreisen für Strom, jedoch zu geringeren Endkundenpreisen, was den Sparanreiz untergräbt.

### Niederlande
Ab dem Jahr 2023 werden pro Haushalt jährlich 2.900 Kilowattstunden Strom für einen gedeckelten Preis von 40 Cent pro Kilowattstunde inkl. Steuern abgegeben – im Oktober 2022 lag der Marktpreis bei 82,9 Cent pro Kilowattstunde. Niederländische Haushalte mit sehr geringem Einkommen erhielten eine Einmalzahlung von 1.300 Euro. Außerdem wurde der Mindestlohn erhöht und die Mehrwertsteuer für Energie bis Ende 2022 von 21 auf 9 Prozent gesenkt.

### Norwegen
Mit Stand vom September 2022 gab es in Norwegen Planungen ähnlich dem deutschen Modell den Strompreis für 90 Prozent des Verbrauchs bei 0,70 NOK zu deckeln.

### Spanien
Spanien hat einen Preisdeckel für Gas zur Stromproduktion eingeführt, was zwar den Großhandelspreis für Strom dämpft allerdings den Gasverbrauch steigen lässt. Zudem wurde 2022 erstmals Strom nach Frankreich exportiert.

### Vereinigtes Königreich
In Großbritannien wurde am 1. Oktober 2022 die Energy price cap als Preisdeckel eingeführt.